# Seeley, Service
Seeley, Service foi uma editora britânica. Foi fundada em 1744 e encerrou suas atividades mais de dois séculos depois, em 1979. Durante a maior parte do século XX, a "bem estabelecida" Seeley, Service ficou atrás apenas da Longman como a mais antiga editora ativa da Grã-Bretanha. Em 1886, foi descrito pela The Publishers' Circular como tendo uma reputação de "gosto e elegância".
Em 1744, Benton Seeley, um livreiro em Stowe, Buckinghamshire, publicou o primeiro livro de Seeley: a Descrição dos Jardins do Lorde Visconde Cobham, em Stow, Buckinghamshire. Os jardins, agora conhecidos como Stowe Gardens, foram "muito visitados e divulgados" e tiveram "enorme influência no design de jardins, especialmente após experiências de jardinagem 'natural' na década de 1730". O guia Seeley passou por várias edições até a edição final de 1827 e fez muito para "espalhar a influência de Stowe como modelo para o jardim paisagístico inglês".
Em 1970, a Seeley, Service fundiu-se com a Leo Cooper Ltd., uma empresa especializada na publicação de "histórias regimentais, histórias de fuga e memórias de guerra", para formar a Seeley, Service & Cooper, que entrou em recuperação judicial em 1979 e foi adquirida por Frederick Warne.